# The Irish Times
The Irish Times (рус. Ирландские времена) — ирландская ежедневная широкоформатная газета, издается с 29 марта 1859 года. Главный редактор — Руадхан Мак Кормайк (с 2022). Изначально, издание было основано как ирландская националистическая газета, затем, после смены владельца издания, два десятилетия была голосом ирландских юнионистов (сторонники более тесного политического и культурного сближения Ирландии и Великобритании). На сегодняшний день, газета больше не считается ни юнионистской ни националистической, а воспринимается просто как либеральная пресса.
К числу её наиболее выдающихся корреспондентов отностяся: автор и обозреватель искусства Финтан О’Тул, сатирик Мириам Лорд и основатель премьер-министр Ирландии Гаррет Фицджеральд. Такие известные личности, как Тони Блэр, Билл Клинтон и другие, писали статьи для этой газеты. Наиболее известные колонки: Drapier (анонимная ежедневная колонка политиков, дающих «внутреннюю» точку зрения о политике), «An Irishman’s Diary» — «Дневник ирландца» (до этого автором был вызывающий противоречивые отклики Кевин Майерс, пока он не ушёл к конкуренту «Irish Independent», и сейчас для неё пишет Фрэнк МакНэлли, и «Rite and Reason» — ежедневная колонка о религии, её обозреватель Пэтси МакГарри. Для колонки о спорте пишут Том Хамфриз с Locker Room и статьи о гольфе — Филип Рейд. В настоящее время он обозреватель «Айриш таймс» по гольфу.
Одной из самых известных колонок была язвительная и юмористическая сатира «Cruiskeen Lawn», для которой писал Майлз на Гапалинь — псевдоним Брайана О’Нолана. Также он писал книги под псевдонимом Флэнн О’Брайен. Название колонки «Cruiskeen Lawn» является англизированным транскрибированием ирландского словосочетания «cruiscin lan», что означает «наполненный целиком небольшой кувшин». Колонка «Cruiskeen Lawn» впервые появилась в начале 1940-х гг. и продержалась более 25 лет.
За пределами Ирландии есть множество филиалов данной газеты. Она имеет штатных корреспондентов в Вашингтоне, Париже, Берлине, Пекине, Брюсселе, Лондоне, Африке и других частях света.

## История
Первый выпуск газеты под названием «Айриш таймс» был в 1823 году, газета была закрыта в 1825 году.
После смерти Нокса в 1873 году газета была продана вдове сэра Джона Арнота, член парламента, бывший лорд-мэр Корка, а также владелец одного из больших универсамов Дублина. После продажи газеты за 35 000 фунтов стерлингов произошло два главных изменения. Главный офис переместился на ул. Уэстморлэнд, д. 31. и находился по этому адресу до 2005 года. Хотя газета в 1900 году стала открытой компанией, акции которой котировались на рынке, семья Арнотов владела контрольным пакетом акций до 60-х гг. (даже после потерянного семейного контроля), правнук первого покупателя газеты был её лондонским редактором. Последний член семьи Арнотов, который состоял в штате газеты, был сэр Лористон Арнот, умер в 1958 году.

## Колонки
Регулярные колонки:
- Дневник ирландца
- Общественный и частный
- Еженедельная колонка о религии «Rite and Reason».

## Редакторы
- Р. М. "Берти" Смилли (1934—1954)
- Алек Ньюмэн (1954—1961)
- Дуглас Гэйджби (1963—1986)
- Конор Брэйди (1986—2002)
- Джеральдин Кеннеди (2002—2011)
- Кевин О’Салливан (2011—2017)
- Пол О’Нэйлл (2017—2022)
- Руадхан Мак Кормайк (с 2022)[3]